# HD 39985
HD 39985，又名BD+09 1016，SAO 113284、HR 2075，是一颗恒星，视星等为5.99，位于銀經198.09，銀緯-7.65，其B1900.0坐标为赤經5h 50m 58.3s，赤緯+9° -7.65′ 40″。